# Њу Таун (Северна Дакота)
Њу Таун (енгл. New Town) град је у америчкој савезној држави Северна Дакота.

## Демографија
По попису из 2010. године број становника је 1.925, што је 558 (40,8%) становника више него 2000. године.
| Група             | 2000.       | 2010.       |
| Белци             | 400 (29,3%) | 340 (17,7%) |
| Афроамериканци    | 2 (0,1%)    | 3 (0,2%)    |
| Азијати           | 4 (0,3%)    | 2 (0,1%)    |
| Хиспаноамериканци | 20 (1,5%)   | 83 (4,3%)   |
| Укупно            | 1.367       | 1.925       |